# Gerard Tremerie

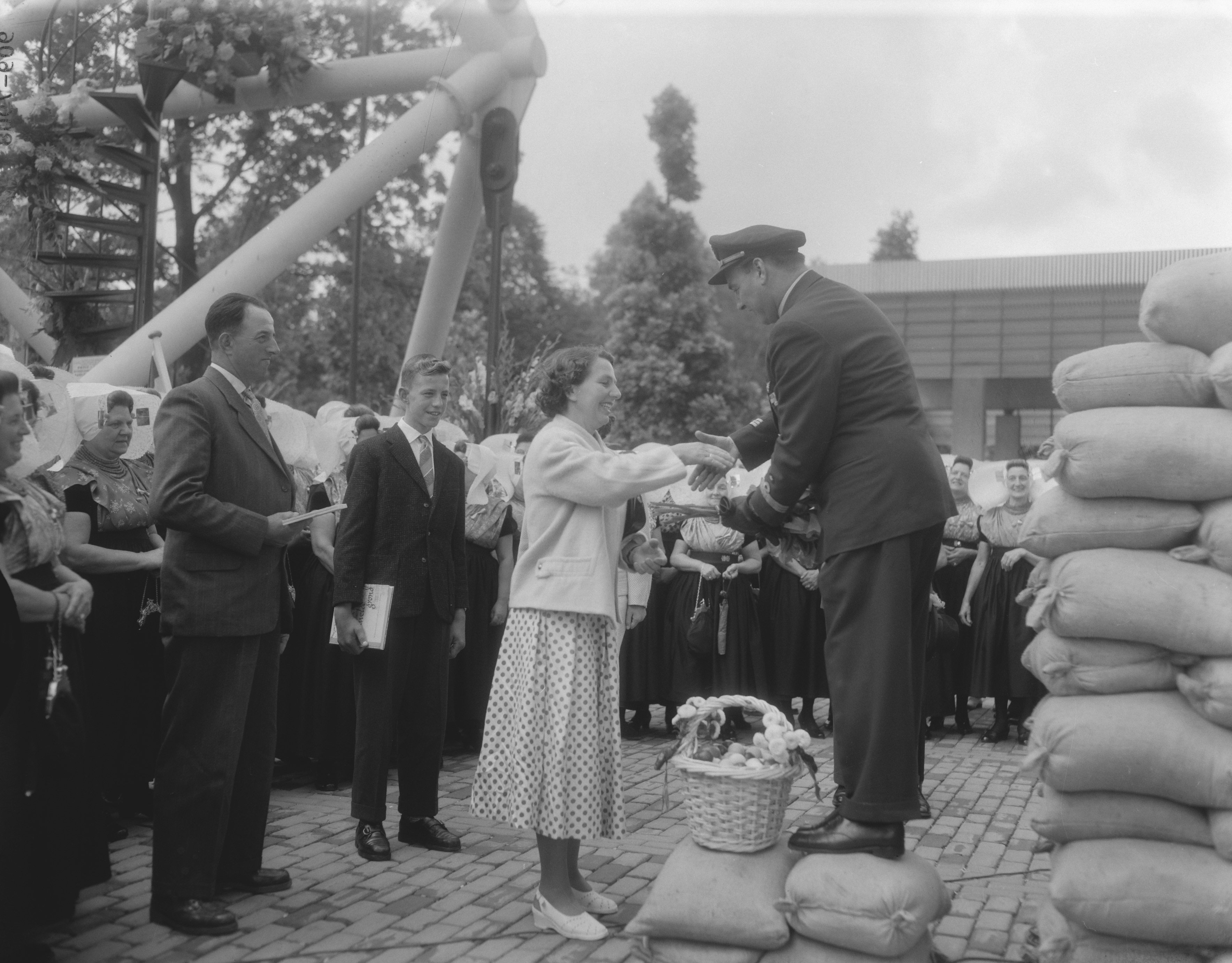
Expo Brussel 20-08-1958, huldiging Sabenapiloot Gerard de Tremerie door Janna W. Bezuyen (de eerste famile die hij redde uit hun huis in Ellemeet)

Gerard Auguste Jean Joseph Tremerie (Wezembeek-Oppem, 6 juli 1921 - Virton, 27 februari 2016) was een Belgische helikopterpiloot. Hij was een van de twee eerste helikopterpiloten bij de Sabena in België; hij spande zich in 
om vanaf 1953 luchtvaartdiensten per helikopter vanaf Brussel naar meerdere
plaatsen in België, Nederland, Duitsland en Frankrijk te realiseren.

## Levensloop
Gerard werd geboren als kind van Pierre Tremerie (1891-1965) en Julie Legrand (1891-1967). Hij had twee zusters (Elisabeth en Geneviève) en twee broers (Simon en Michel).
Gerard Tremerie was omstreeks 1939 een van de oprichters van de "Belgian Air Scouts", het latere Belgian Air Cadets.
In 1942 vloog hij voor de Franse luchtmacht bij de Français Libres.
In 1949 trouwde hij met Cécile Alice Wittamer (1914-2008). Het stel kreeg vier kinderen.
In 1950 werd door de Sabena en de posterijen een ontwerp van een postdienst per helikopter uitgewerkt.
Twee piloten van Sabena waaronder Gerard Trémerie vertrokken juni 1950 naar 
Amerika om bij de Bell Aircraft Corporation
in Buffalo een opleiding tot helicopter-piloot te volgen. Hij behaalde het Amerikaans brevet "commercieel piloot"
op de Bell 47. Het brevet werd in België geregistreerd onder het nummer 1.
Vanaf 21 augustus 1950 werd de postdienst met vaste uurregeling gevlogen door Trémerie en Armand Vervoort met twee Bell 47 D/1 toestellen. De route was Brussel, Libramont, Luik, Tongeren, Hasselt, Beringen, 
Turnhout, Herentals met als eindbestemming Antwerpen.
Na de watersnoodsramp in de nacht van 31 januari-1 februari stuurde Sabena de eerste Bell 47 bestuurd door Gerard Trémerie naar
het rampgebied. Hij stond met zijn toestel ter beschikking van de hulpdiensten om in
het overstroomde gebied bewoners, die van de wereld waren afgesneden, op te sporen en
hulp te bieden. Gedurende 10 vluchten wist hij 20 personen te redden uit hun benarde en  levensbedreigende situaties.
11 februari 1953 werden Gerard en zijn collega Armand Vervoort door koningin Juliana en prins Bernard ontvangen op het paleis Soestdijk.
Op 18 mei 1953 werd het vliegveld Heliport Rotterdam geopend. Er landden twee helikopters van Sabena waarvan er een werd bestuurd door Gerard Tremerie, inmiddels chef-piloot en directeur van het helikopternetwerk voor post en passagiersvervoer.
20 augustus werd hij op de Expo 58 te Brussel gehuldigd door Janna W. Bezuyen  (dochter uit het eerste gezin dat hij redde) in het bijzijn van baron en baronesse Moens de Fernig, de Belgische commissaris-generaal van de Wereldtentoonstelling en zijn vrouw.
Op 4 november 1958 redde Tremerie twee werknemers van Sabena die door een
brand op de luchthaven van Brussel-Zaventem op het dak van een loods geïsoleerd
waren geraakt.
Op 27 februari 2016 overleed Gerard in Virton 94 jaar oud, de uitvaartdienst was op 4 maart in de église Sainte-Alix in 
Woluwe-Saint-Pierre aansluitend werd hij begraven op de begraafplaats te Wezembeek-Oppem.

## Onderscheidingen
Zijn uitzonderlijke gedrag leverde hem talloze onderscheidingen op:
- Ridderkruis in de Leopoldsorde met palmen,
- het Belgische Oorlogskruis van 1940 met palmen,
- King's Medal for Courage in the Cause of Freedom
- de Franse Verzetsmedaille.
- de Belgische Verzetsmedaille.
- "Médaille commémorative de la guerre 1940-1945 met gekruiste bliksemschichten".
- la médaille commémorative française de la guerre 1940-1945, uitgereikt door maarschalk Bernard Montgomery zijn verdienste benadrukte door een certificaat dat hij hem persoonlijk overhandigde.
- zilveren KNVVL-medaille.